# Jardín botánico Nikitski
El Jardín botánico Nikitski (en ucraniano: Нікітський ботанічний сад; en ruso: Никитский ботанический сад) es un centro de investigación, un centro productor de vástagos y un jardín botánico de 1,1 kilómetros cuadrados de extensión. Se encuentra localizado en la península de Crimea, próximo a Yalta, en la orilla del mar Negro. Es miembro del BGCI y presenta trabajos para la Agenda Internacional para la Conservación en los Jardines Botánicos, su código de identificación internacional como institución botánica es YALT.

## Localización
Tiene una extensión total de 1100 hectáreas, extendiéndose desde la montaña hasta la costa de la península de Crimea, Ucrania, anexionada a Rusia desde marzo de 2014, próximo a Yalta, en la orilla del mar Negro. Es un centro de investigación científica, donde se producen pimpollos y semillas, además es una atracción turística de primer orden.
State Nikita Botanical Gardens 334267, Yalta, Crimea.

## Historia
Se fundó en 1812 y nombrado por el asentamiento de Nikita. Su fundador y primer director fue el botánico ruso Christian Steven de ascendencia sueca.

## Colecciones
Sus colecciones cuentan con más de 50 000 especies, silvestres e híbridos. Siendo de destacar,
- Colección de especies del género Pinus,
- Berberis,
- Cotoneaster,
- Colección de especies de plantas relícticas de coníferas,
- Clematis,
- Rosaleda,
- Chrysanthemum,
- Árboles frutales y de frutos secos.

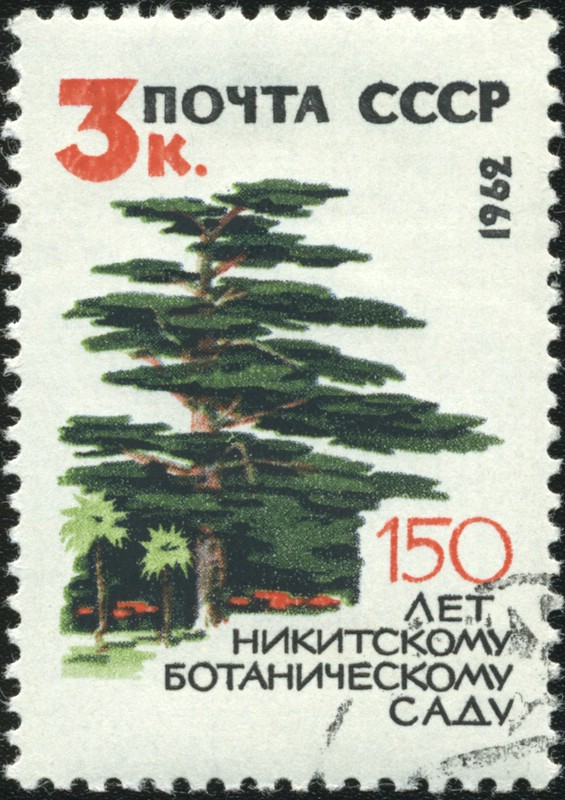
Sello de la antigua URSS sobre el Jardín botánico Nikitski.

## Actividades
Sus actividades científicas consisten en el estudio de la flora silvestre, una fundación de banco de germoplasma, selección e introducción de nuevas plantas de cultivo en el sur de Ucrania, Rusia, y en otros países.
Tiene anexos en Crimea y en el óblast de Jersón.